# Jordi Joan Baños
Jordi Joan Baños   (Sabadell, 29 de juliol de 1971) és un periodista i escriptor català, autor de La ilusión de India. És corresponsal de La Vanguardia a l'Àsia amb seu a Bangkok, després de ser-ho a Istanbul, Nova Delhi i Lisboa. Es va llicenciar en Ciències de la Informació a la Universitat Autònoma de Barcelona -a on també va estudiar Guió- abans de cursar el doctorat d'Humanitats de la Universitat Pompeu Fabra.

## Periodista
Va treballar al Diari de Sabadell i a la Fundació Mies van der Rohe, de Barcelona, abans d'entrar a la secció de Cultura de La Vanguardia, a on va escriure intermitentment entre 2000 i 2003. Entre 2004 i 2006 va col·laborar amb el mateix diari des de Lisboa. Després es convertí en el primer corresponsal de La Vanguardia a Nova Delhi -i en el primer d'un diari en llengua espanyola- cosa que ha recollit en el llibre La ilusión de India. També va cobrir els altres països d'aquell subcontinent (Pakistan, Bangladesh, Nepal o Sri Lanka).Des del març de 2017 va ser el corresponsal de La Vanguardia a Istanbul. Des de l'agost de 2023 és el corresponsal de La Vanguardia a Àsia amb seu a Bangkok.
Ha rescatat la figura quasi oblidada de Iordanus Catalani o Jordà de Catalunya, el frare dominicà que va dictar -probablement en català- una de les millors cròniques de l'Índia medieval, Mirabilia descripta (Meravelles descrites). Inclòs el seu periple des de Sicília, Grècia, Turquia, Tartària, Geòrgia, Armènia, Mesopotàmia i Pèrsia, abans de ser nomenat bisbe de Columbus (Kollam) el 1329, cosa que el converteix en primer bisbe catòlic de la història de l'Índia. N'ha restituït el text al català i l'ha prologat, popularitzant Jordà de Catalunya com un Marco Polo català.
També ha recuperat un altre cronista d'Àsia, Sinibald de Mas, al traduir al català i prologar les seves impressions de l'Índia -a on va viure a la dècada de 1830-abans de fer carrera diplomàtica a les Filipines i la Xina i convertir-se en un atípic apòstol de la descolonització.
Abans ja havia fet algunes traduccions d'assaig i poesia, de l'anglès i del francès, com "La Jihad", Gilles Kepel, Empúries (2002).

## Poeta
Com a poeta, Jordi Joan Baños ha publicat en solitari "L'apamador d'aeròdroms" (2012), "La lluerna i l'escala" (2007) i "L'alè d'Ariadna" (2001). La seva obra ha estat presentada i elogiada per crítics com Manel Guerrero o el professor Antoni Marí, que la titlla de “poesia de l'exaltació i de l'afirmació dels sentits”.
En contrast amb la depuració lírica de “La lluerna i l'escala”, “L'alè d'Ariadna” es pot adscriure a la poesia de l'experiència, amb influència de Gabriel Ferrater, Joan Vinyoli o Konstandinos Kavafis, segons publicava La Vanguardia."El primer llibre parla sobretot del poeta. En el segon llibre, el poeta ha de deixar que sigui la poesia qui ocupi l'escenari", hauria escrit l'autor. Alguns poemes d'aquesta obra han estat traduïts al turc.
“L'apamador d'aeròdroms” consta de tres seccions: A ‘L'apamador' hi torna a haver elements autobiogràfics; ‘L'aeròdrom', és una indagació sobre l'essència de la poesia; ‘Curset d'aviació', és joc verbal. La crítica l'ha saludat com una "exploració dels límits de la llengua que n'eleva el registre". Quatre dels seus poemes ja havien aparegut a Reduccions. Val a dir que els primers llibres de Jordi Joan estan signats només amb el primer cognom, mentre que el darrer recull incorpora el segon, tal com la seva signatura periodística, Jordi Joan Baños.

## Publicacions
- "La ilusión de India". Diëresis (Barcelona, 31/10/2024)
- "L'Índia i la Xina". Cròniques d'un enviat colonial partidari de l'autodeterminació, de Sinibald de Mas. Biblioteca del Núvol Ebook (Barcelona, 2018). Edició, pròleg i traducció parcial de L'Angleterre, la Chine et l'Inde (París, 1857).[18]
- "Sinibaldo de Mas y los demás", dins d' "Encuentros culturales indo-españoles (1956-2016)", Universitat Jawaharlal Nehru-Ambaixada de l'Índia (Delhi, 2017).[19]
- "'Meravelles descrites. Mirabilia descripta, de Jordà de Catalunya. Crònica catalana de l'Índia de fa set-cents anys". El Far, 24; Angle editorial (Barcelona, 2014). Traducció, edició i pròleg.[20]
- "L'apamador d'aeròdroms". La Suda, 150; Pagès Editors (Lleida, 2012)[21]
- "La lluerna i l'escala". Punts Cardinals, 4; Angle Editorial (Barcelona, 2007)
- "L'alè d'Ariadna". Poesia, 54; Edicions 62-Empúries (Barcelona, 2001)
- "Insolacions". Llibre col·lectiu de poetes joves; Caixa de Sabadell (Sabadell, 2000)